# Peralta (Familienname)
Peralta ist ein spanischer Familienname.

## Namensträger
- Agustín Peralta (* 1995), uruguayischer Fußballspieler
- Alejandro José Peralta Barreto, paraguayischer Basketballspieler
- Alfredo Enrique Peralta Azurdia (1908–1997), guatemaltekischer Präsident
- Alonso Núñez de Haro y Peralta (1729–1800), Erzbischof von Mexiko und Vizekönig von Neuspanien
- Ángela Peralta (1845–1883), mexikanische Opernsängerin und Komponistin
- Arnold Peralta (1989–2015), honduranischer Fußballspieler
- Austin Peralta (1990–2012), US-amerikanischer Jazzpianist
- Chichi Peralta (* 1966), dominikanischer Merenguemusiker, Perkussionist und Komponist
- Cirilo Peralta, mexikanischer Fußballspieler
- Dan-el Padilla Peralta (* 1984), US-amerikanischer Klassischer Philologe
- Daniel Peralta-Salas (* 1978), spanischer Mathematiker
- Domingo Peralta (* 1986), dominikanischer Fußballspieler
- Eduardo Peralta (* 1947), chilenischer Fußballspieler
- Fabrizio Peralta (* 2002), paraguayisch-brasilianischer Fußballspieler
- Fernando Peralta (Schachspieler) (* 1979), argentinischer Schachspieler
- Fernando Peralta Carrasco (* 1961), spanischer Fußballtorhüter
- Francisco Peralta (Fußballspieler) (1919–1991), spanischer Fußballspieler
- Francisco Peralta y Ballabriga (1911–2006), italienischer Geistlicher, Bischof von Vitoria
- Francisco Ibáñez de Peralta (1644–1712), spanischer Kolonialadministrator und Gouverneur des Königreiches Chile
- Gastón de Peralta († 1580), Vizekönig von Neuspanien
- Germán Prado Peralta (1891–1974), spanischer Musikwissenschaftler
- Horacio Peralta (* 1982), uruguayischer Fußballspieler
- Isaías Peralta (* 1987), chilenischer Fußballspieler
- José María Peralta (1807–1883), Präsident von El Salvador
- José María de Peralta y La Vega (1763–1836), Präsident von Costa Rica
- José María Rubio y Peralta (1864–1929), spanischer Jesuit und Heiliger
- Juan Peralta (* 1990), spanischer Bahnradsportler
- Juan Carlos Peralta (* 1968), chilenischer Fußballspieler
- Juan José Peralta (1946–2020), venezolanischer Schriftsteller und Journalist
- Juan de Tassis y Peralta, 2. Conde de Villamediana (1582–1622), spanischer Dichter
- Julio Peralta (* 1981), chilenischer Tennisspieler
- Loreto Peralta (* 2004), mexikanische Kinderdarstellerin und Synchronsprecherin
- Luis Peralta (* 1999), dominikanischer Leichtathlet
- Manuel Serafín Pichardo Peralta (1865–1937), kubanischer Botschafter
- Marcelo Peralta (1961–2020), argentinischer Jazzmusiker
- Mario Mendoza Peralta (* 1950), Bischof von Alaminos
- Mauro Gómez Peralta (* 1937), mexikanischer Botschafter
- Oribe Peralta (* 1984), mexikanischer Fußballspieler
- Pedro de Peralta y Ezpeleta (um 1420–1492), navarresischer Adliger, Graf von Santisteban de Lerín, Barón de Marcilla und Pair von Navarra
- Ramón Emilio Peralta (1868–1941), dominikanischer Komponist, Dirigent, Musikpädagoge und Saxophonist
- Ricardo García Peralta (1926–2008), mexikanischer Radrennfahrer
- Richard Peralta (* 1993), panamaischer Fußballspieler
- Santiago Peralta (1887–nach 1949), argentinischer Rassenkundler
- Sebelio Peralta Álvarez (1939–2014), paraguayischer römisch-katholischer Bischof
- Sixto Peralta (* 1979), argentinischer Fußballspieler
- Stacy Peralta (* 1957), US-amerikanischer Regisseur, Skateboarder, Team-Surfer und Unternehmer
- Víctor Peralta (1908–1995), argentinischer Boxer
- Wily Peralta (* 1989), dominikanischer Baseballspieler
- Yamil Peralta (* 1991), argentinischer Boxer